# Strada statale 170 di Castel del Monte
La ex strada statale 170 di Castel del Monte (SS 170), ora strada provinciale 7 di Castel del Monte (SP 7) in provincia di Barletta-Andria-Trani e strada provinciale 234 di Castel del Monte (SP 234) in città metropolitana di Bari, è una strada provinciale italiana che attraversa il territorio delle Murge.

## Storia
La strada statale 170 venne istituita nel 1953 con il seguente percorso: "Innesto con la SS. n. 97 a Minervino Murge - Bivio per Castel del Monte - Innesto con la SS. n. 98 presso Sovereto, e diramazione con inizio presso Castel del Monte per Andria e Barletta".

## Percorso
Il percorso che ha origine nella provincia di Barletta-Andria-Trani a Minervino Murge, non attraversa alcun centro abitato intermedio. La tipicità del tratto sta nell'attraversamento pressoché totale della parte occidentale dell'altopiano delle Murge, che comprende il passaggio alla base del monte Caccia e del colle sulla cui cima è presente Castel del Monte. A metà strada si distacca la strada statale 170 dir/A di Castel del Monte, in direzione del castello ottagonale e della costa adriatica.
Il tracciato prosegue entrando poi nella città metropolitana di Bari (ex provincia) incrociando dapprima la ex strada statale 378 di Altamura nel comune di Corato e terminando infine con l'innesto sulla ex strada statale 98 Andriese-Coratina non lontano da Ruvo di Puglia.
In seguito al decreto legislativo n. 112 del 1998, dal 2001 la gestione è passata dall'ANAS alla Regione Puglia, che ha provveduto al trasferimento dell'infrastruttura al demanio della Provincia di Bari. Con l'istituzione della Provincia di Barletta-Andria-Trani ed il trasferimento del tratto competente al suo demanio, dal 1º giugno 2010 la provincia gestisce operativamente il tratto in questione.

### Tracciato
| Ex di Castel del Monte |                                                  |      |      |           |
| Tipo                   | Uscita                                           | km   | Note | Provincia |
|                        | Minervino Murge                                  | 36,4 |      | BT        |
|                        | Strada comunale Acquatetta                       | 34,6 |      | BT        |
|                        | Strada vicinale dei Passeggeri                   | 27,0 |      | BT        |
|                        | Poggiorsini Spinazzola Gravina in Puglia         | 23,6 |      | BT        |
|                        | San Magno Montegrosso                            | 21,4 |      | BT        |
|                        | Castel del Monte Andria Barletta                 | 17,2 |      | BT        |
|                        | Corato Andria                                    | 11,2 |      | BA        |
|                        | Corato Contrada Pedale                           | 10,4 |      | BA        |
|                        | Str. Esterna Tarricone                           |      |      | BA        |
|                        | Corato San Magno                                 | 7,8  |      | BA        |
|                        | Str. Esterna Monte Contugno                      | 7,4  |      | BA        |
|                        | Str. Esterna Viale del Melograno                 | 7,2  |      | BA        |
|                        | Str. Esterna Regio Bosco Comunale                | 6,9  |      | BA        |
|                        | Str. Esterna Piana della Torre                   | 6,3  |      | BA        |
|                        | Viale Est. S. Cristoforo                         | 5,8  |      | BA        |
|                        | Str. Esterna S. Cristoforo                       | 5,6  |      | BA        |
|                        | Corato Poggiorsini Gravina in Puglia             | 5,0  |      | BA        |
|                        | Calendano Poggiorsini Gravina in Puglia          | 1,2  |      | BA        |
|                        | Ruvo di Puglia Bari Ruvo di Puglia Foggia        | 1,0  |      | BA        |
|                        | Ruvo di Puglia Autostrada A14 Bari Corato Foggia | 0,0  |      | BA        |

## Strada statale 170 dir/A di Castel del Monte
La strada statale 170 dir/A di Castel del Monte (SS 170 dir/A) è una strada statale italiana, cosiddetta "diramazione A" della ex strada statale 170 di Castel del Monte, che collega Castel del Monte a Barletta.

## Strada statale 170 dir/B di Castel del Monte
La ex strada statale 170 dir/B di Castel del Monte (SS 170 dir/B), ora strada provinciale 8 di Castel del Monte (SP 8) in provincia di Barletta-Andria-Trani, è una strada provinciale italiana che conduce a Castel del Monte.